# Collorhabdium williamsoni
Collorhabdium williamsoni là một loài rắn trong họ Rắn nước. Loài này được Smedley mô tả khoa học đầu tiên năm 1931.